# Dejeaniops beckeri
Dejeaniops beckeri là một loài ruồi trong họ Tachinidae.